# Mount Roth
Mount Roth ist ein 870 m hoher Berg an der Dufek-Küste in der antarktischen Ross Dependency. Am nordöstlichen Ausläufer der Gabbro Hills ragt er 5 km östlich des Mount Justman auf.
Entdeckt und fotografiert wurde er bei der US-amerikanischen Byrd Antarctic Expedition (1928–1930). Der Expeditionsleiter Richard Evelyn Byrd benannte ihn nach Benjamin Roth (1892–1967), Mechaniker und Abgesandter der United States Army bei dieser Forschungsreise.